# برنارد سالزبرگر
برنارد سالزبرگر (انگلیسی: Bernard Sulzberger؛ زادهٔ ۵ دسامبر ۱۹۸۳) دوچرخه‌سوار اهل استرالیا است.
از باشگاه‌هایی که در آن بازی کرده‌است می‌توان به تیم دوچرخه‌سواری دراپاک اشاره کرد.